# Dimitar Zaprjanov
Dimitar Lambrev Zaprjanov  (* 27. ledna 1960 Opan) je bývalý bulharský zápasník–judista, stříbrný olympijský medailista z roku 1980.

## Sportovní kariéra
Začínal se sambem v Staré Zagoře pod vedením Neďo Rančeva. S judem se seznámil v Sofii na sportovní střední škole v 15 letech. Připravoval se v klubu Slavija pod vedením Stojana Želeva. V bulharské reprezentaci se pohyboval od konce sedmdesátých let dvacátého století. V roce 1980 startoval na olympijských hrách v Moskvě a představil se ve výborné formě postupem do finále těžké váhy proti Angelo Parisimu z Francie. Po opatrném úvodu využil slabé Parisiho chvilky a po kontrachvatu tani-otoši se ujal vedení na juko. Minutu před koncem za cenu natažení kolenních vazů ustál soupeřovu hiza-gurumu. Po ošetření ho Parisi svým pohybem vychýlil do pozice, do které potřeboval a technikou seoi-otoši poslal na ippon. Získal stříbrnou olympijskou medaili. V roce 1984 přišel o účast na olympijských hrách v Los Angeles kvůli bojkotu her zeměmi východního bloku. V roce 1988 startoval na olympijských hrách v Soulu, kde ve druhém hole nestačil na Japonce Hitoši Saitóa. Japonec ho však svým postupem do finále vytáhl do oprav, ve kterých se probojoval do boje o třetí místo proti Korejci Čo Jong-čcholovi. Vyrovnaný souboj rozhodlo jedno napomenutí v jeho neprospěch a obsadil 5. místo. Vzápětí ukončil sportovní kariéru.

## Výsledky

### Váhové kategorie
| Turnaj             | 1979       | 1980       | 1981       | 1982       | 1983       | 1984       | 1985       | 1986       | 1987       | 1988       |            |            |
| Turnaj             | 19         | 20         | 21         | 22         | 23         | 24         | 25         | 26         | 27         | 28         |            |            |
| Turnaj             | těžká váha | těžká váha | těžká váha | těžká váha | těžká váha | těžká váha | těžká váha | těžká váha | těžká váha | těžká váha | těžká váha | těžká váha |
| ------------------ | ---------- | ---------- | ---------- | ---------- | ---------- | ---------- | ---------- | ---------- | ---------- | ---------- | ---------- | ---------- |
| Olympijské hry     |            | 2.         |            |            |            | —          |            |            |            | 5.         |            |            |
| Mistrovství světa  | úč.        |            | úč.        |            | úč.        |            | 3.         |            | 5.         |            |            |            |
| Mistrovství Evropy | úč.        | ?          | 2.         | —          | 2.         | 5.         | 5.         | 5.         | 7.         | 3.         |            |            |

### Bez rozdílu vah
| Turnaj             | 1979 | 1980 | 1981 | 1982 | 1983 | 1984 | 1985 | 1986 | 1987 | 1988 |
| Turnaj             | 19   | 20   | 21   | 22   | 23   | 24   | 25   | 26   | 27   | 28   |
| ------------------ | ---- | ---- | ---- | ---- | ---- | ---- | ---- | ---- | ---- | ---- |
| Olympijské hry     |      | úč.  |      |      |      | —    |      |      |      |      |
| Mistrovství světa  | —    |      | 7.   |      | úč.  |      | —    |      | —    |      |
| Mistrovství Evropy | ?    | ?    | ?    | —    | —    | úč.  | úč.  | úč.  | —    | —    |